# Битва при Лангензальці (1866)
Битва під Лангензальцем  (1866) — баталія часів австро-прусської війни, що відбулася 27 червня 1866 року поблизу містечка Лангензальца (сучасне німецьке місто Бад-Лангензальца) між королівством Ганновер і королівством Пруссія. Ганноверці перемогли в бою, але пізніше були оточені більшою та поповненою новими підрозділами прусською армією. Через втрату зручної можливості створити коридор із союзником — Баварією — та з'єднатися з баварськими військами на півдні, оточені ганноверці вже за два дні капітулювали.
Це ознаменувало загибель ганноверської армії та анексію Ганновера Пруссією, що стрімко розвивалася, систематично об'єднуючи німецькі землі в сучасну національну державу.

## Передумови
Після заяви про те, що він почувається «в пастці, як заперта в хаті лисиця … [без] іншого вибору, окрім як прогризти мій вихід», король Пруссії Вільгельм І розпочав австро-прусську війну з метою завоювати та об'єднати під владою Пруссії якомога більше німецьких князівств. До 1866 року існувала велика кількість малих німецьких держав. З назріванням війни вони стали на бік Пруссії або Австрії залежно від своїх бажань, цілей і політичної орієнтації. Більшість королівств, герцогств і князівств, що оточували Пруссію, зокрема і Ганновер, уклали союз з Австрією, побоюючись втратити свій суверенітет на користь Пруссії. В результаті Пруссія виявилася географічно ізольованою. Вона була притиснута до Балтійського моря, що й спонукало короля Вільгельма зробити цю заяву. Король Георг V Ганноверський вважав, що зможе самостійно вести переговори з австрійцями та пруссаками, і це лише даремно витрачало час, який міг би бути використаний для зміцнення своїх сил в процесі приєднання в боротьбі до інших німецьких держав. Коли ж він нарешті спробував це зробити, було вже занадто пізно. Продемонструвавши наївність Ганновера, міністр закордонних справ Георга заявив, що Бісмарк ніколи не порушить закон, який наполягав на дотриманні шеститижневого інтервалу перед вторгненням на чужу землю.  15 червня 1866 року Вільгельм I наказав Ганноверу, Саксонії та Касселю негайно роззброїтися, що фактично означало початок війни із союзниками Австрії. Вже на наступний день прусські сили рушили проти всіх трьох німецьких держав, зокрема війська генерала Августа Карла фон Гебена наближалися до Ганновера.

## Хід Битви

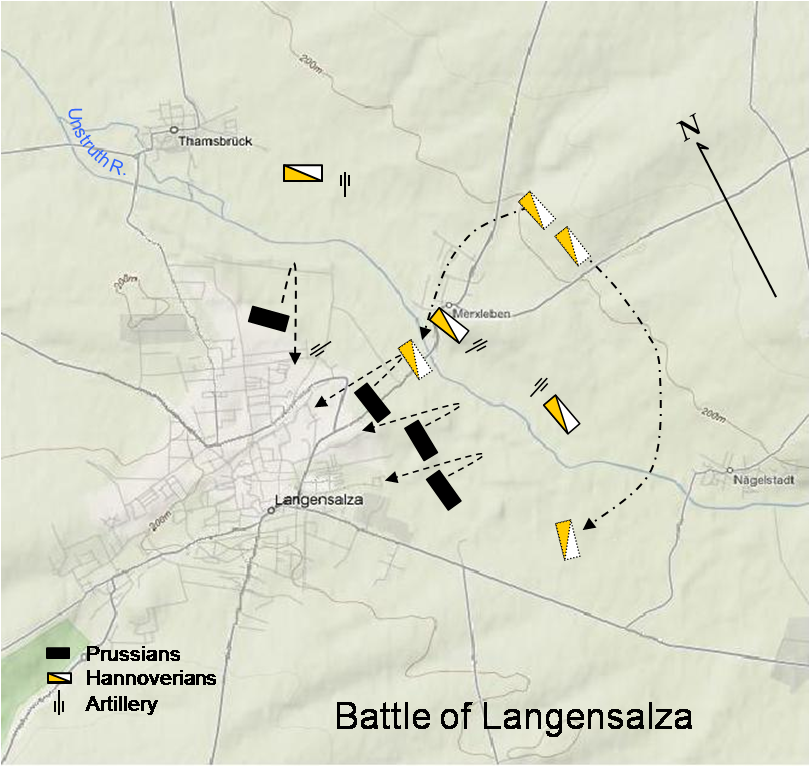
Карта битви

Позиція Ганновера на початку була чудовою, оскільки прусська атака припала на час літніх ганноверських навчань, тож армія королівства вже була мобілізована. Усвідомлюючи величезну повну силу Пруссії, Георг наказав своїй 19-тисячній армії під командуванням генерала Олександра фон Арентшильдта швидко відступити та рухатися на південь з метою з'єднатися з баварськими союзниками. Пруссія спрямувала 40 тисяч солдатів до Ганновера, які потім розділилися на чотири загони під командуванням генералів Фалькенштейна, Гебена, Фліса та Бейєра. Фалькенштейн, помітивши відсутність готовою до бою армії, без спротиву увійшов до столиці Ганноверу, обійшовши таким чином армію ганноверців, що маршувала назустріч баварцям, з півночі. Прусський командувач — генерал Гельмут фон Мольтке — наказав Гебену також йти на північ. У той же час за наказом Бейєр розгорнув свої сили на південь від ганноверців, а Фліс із 9 тисячами солдатів швидко рушив на захід. Це утворило кільце навколо ганноверської армії, в якому територія власне Пруссії, на якій можна було швидко зібрати додаткове підкріплення, формувала східну частину.
Мольтке дав Флісу наказ міцно триматися на позиції та перехоплювати ганноверців, які намагалися прорватися на захід, тоді ж сили Фалькенштейна виконували головний прусський штурм з півночі. Порушивши наказ командувача, Фліс зібрав свій загін і першим атакував ганноверську армію. Після маневру в напрямку Тамсбрюка, прусські війська під командуванням Фліса здійснили наступ на Меркслебен. Ганноверські сили, маючи чисельну перевагу, потужним артилерійським вогнем відкинули пруссаків назад до самого міста Лангензальца. Ганноверська армія кількістю особового складу переважала прусський загін більш, ніж удвічі, тож Арентшильдт наголову розбив війська Фліса, захопивши при цьому в полон понад 900 чоловік.
Хоч ганноверці й здобули рішучу перемогу у фактичній битві, цей бій зупинив їхній рух і дозволив іншим прусським силам з півночі та півдня дістатися місця битви. За відсутності інших варіантів, ганноверці вимушено відступили на схід, далі від своїх баварських союзників. Натрапивши на перешкоду у вигляді гір Гарц, вони залишилися без вибору. Георг V здався в Нордгаузені. З моменту битви минуло лише два дні.
Відомий германіст Джеймс Хоус у своїй книзі «Коротка історія Німеччини» стверджує, що якби прусські війська діяли швидше й переважали ганноверців кількісно, ті не змогли б уникнути поразки. Справді, в разі участі в битві загонів Бейєра та Фалькенштейна в армії Георга V не залишилося б шансів.

## Сили й втрати сторін
Безпосередньо у битві взяли участь 9 тисяч солдатів генерала Фліса і 19 тисяч — Арентшильдта. З них пруссаки втратили 170 вбитими й 643 пораненими, 907 потрапили в полон до переможців. Втрати ганноверців оцінюються у 378 чоловік вбитими й 1051 — пораненими. Окрім цього, відомо про 33 прусських солдатів, що зникли безвісти.

## Наслідки
Битва майже обернулася катастрофою для пруссаків у їхній Ганноверській кампанії. У ході баталії було завдано значних втрат загону Фліса, що могло відкрити шлях для втечі ганноверської армії на захід. Водночас битва дала достатньо часу прусським силам, що наступали з півночі й з півдня, щоб з'єднатися на місці бою. Утворене кільце зрештою змусило ганноверців капітулювати.
Битва під Лангензальцем була важливим аспектом австро-прусської війни, оскільки призвела до швидкої прусської окупації Ганновера. Це одночасно приголомшило й деморалізувало австрійців та значно послабило їхні позиції у війні. Пруссаки також швидко захопили Кассель і Саксонію, поки атакували Ганновер. Малі держави могли б надати у загальній кількості більше ніж 100 тисяч війська для допомоги Австрії, але їх було знищено, перш ніж вони змогли об'єднатися і воювати разом. Якби ганноверцям вдалося з'єднатися з іншими союзниками на боці Австрії, хід австро-прусської війни міг би бути зовсім іншим.
Ще одним вагомим результатом бою було використання медичним персоналом допомоги Червоного Хреста. Створений Першою Женевською конвенцією в 1864 році Червоний Хрест заснував міжнародну групу з надання гуманітарної допомоги. Організація, що згодом значно розширилася і добре відома нам зараз, спочатку була дуже маленькою. За участю лише 30 навчених медсестер-добровольців із Готи (дистрикт Тюрингії) перша справжня бойова місія Червоного Хреста відбулася на боці Пруссії в Лангензальці. Австрія і Ганновер не були залучені до участі в організації в 1866 році, а Пруссія на той момент вже була членом Конвенції Червоного Хреста. Прусський медичний персонал працював на полі бою, носив знаки Червоного Хреста на плечах і надавав необхідну допомогу пораненим солдатам. Спадщина цього першого досвіду функціонує сьогодні у формі Міжнародного Червоного Хреста.